# Кампулунг Молдовенеск
Кампулунг Молдовенеск (рум. Câmpulung Moldovenesc, укр. Довгопілля) град је у у крајње северном делу Румуније, у историјској покрајини Буковини. Кампулунг Молдовенеск је четврти по важности град у округу Сучава.
Кампулунг Молдовенеск према последњем попису из 2002. имао 20.041 становника.

## Географија
Град Кампулунг Молдовенеск налази се на крајњем северу Румуније. Град је смештен у историјској покрајини Буковини, око 185 km северозападно до Јашија.
Кампулунг Молдовенеск је смештен у долини реке Молдове, на приближно 640 m надморске висине. Крајње источне планине из састава Карпата налазе се око града.

## Становништво
У односу на попис из 2002, број становника на попису из 2011. се смањио.
| 1966.  | 1977.  | 1992.  | 2002.  | 2011.  |
| ------ | ------ | ------ | ------ | ------ |
| 15.031 | 18.648 | 22.143 | 20.041 | 16.722 |

Румуни чине већину становништва Кимпулунга Молдованеског, а од мањина присутни су Роми. Пре Другог светског рата Јевреји су чинили део градског становништва.